# Frédy Kunz
Pour les articles homonymes, voir Kunz.
Frédy Kunz, né le 12 février 1920, à Berne (Suisse) et mort le 12 août 2000, à Santo André (Brésil), surnommé Alfredinho, est un ecclésiastique français, membre des Fils de la Charité. Engagé en faveur des plus défavorisés, il crée la Fraternité du Serviteur Souffrant dans les années 1980.

## Biographie

### Enfance
Né à Berne, en Suisse, le 2 février 1920, Frédy Kunz s’installe avec sa famille dans le Jura lorsqu’il a 6 ans. Durant les vacances scolaires, il travaille comme cuisinier à partir de l’âge de 11 ans. Il se consacre à l’apprentissage de ce métier deux ans plus tard. Dans ce contexte, il devient membre de la Jeunesse ouvrière chrétienne (JOC), à 16 ans, qui lui fait découvrir l’Évangile.

### Seconde Guerre mondiale
Frédy Kunz participe à la Seconde Guerre mondiale comme soldat dans l’infanterie. Son régiment est emprisonné en Autriche, dans le camp de Kaisersteinleuck. Durant sa détention, Frédy Kunz organise des réunions de prière.  

### Vie religieuse
Après la Seconde Guerre mondiale, Frédy Kunz entre au séminaire des vocations tardives de Fontgombault (Indre), jusqu’en 1948. Le Père Depigny, ancien aumônier du camp où il était prisonnier, lui conseille d’entrer chez les Fils de la Charité. Il prononce ses vœux perpétuels dans cette congrégation en 1952. Il est ordonné prêtre en 1954 . 
Le Père Kunz passe un an à la paroisse Saint-Jean-Baptiste de Belleville, à Paris, puis part part au Canada, en 1955. Il exerce son ministère dans la paroisse Saint-Jean de Montréal, où il est notamment aumônier de la JOC. Il crée, à Pointe-Saint-Charles, le Cercle Maximilien Kolbe, venant en aide aux familles dans le besoin. Entre 1962 et 1968, il se consacre à la pastorale des vocations. Dans ce cadre, il intervient dans des collèges et prêche des retraites.
En 1968, Frédy Kunz part pour le Brésil, à Crateús, au nord-est du pays. Il rencontre Antonieta, une jeune prostituée atteinte de tuberculose. Après lui avoir donné les derniers sacrements, il choisit de vivre dans la modeste habitation de la jeune femme. À Crateús, puis à Santo André à partir de 1987, le Père Kunz apporte son aide aux populations défavorisées et pratique régulièrement le jeûne. 

### Fraternité du Serviteur souffrant
Au début des années 1980, La région du nord-est du Brésil connaît une période de famine. Dans ce contexte, Frédy Kunz crée la Fraternité du Serviteur souffrant, rassemblant des personnes se sentant blessées ou exclues. Le nom de ce mouvement, encore actif aujourd’hui et présent sur tous les continents, fait référence aux Chants du Serviteur, extraits du Livre d'Isaïe.

## Publications
- Joseph Bouchaud, Frédy Kunz, L’ânesse de Balaam, Éditions Ouvrières, coll. « À Pleine Vie », 1975, 102 p.
- La brebis d’Urie, le cri du juste opprimé, éditions des Trois Moutiers, 1983, 106 p.
- Rajnyck, Montréal face aux camps de la mort, dessins de Sonja Waldstein, Montréal, 1959, 67 p.
- Jos Tremblay, témoin du Dieu Amour, Studio RM Cap-de-la-Madeleine, 1967 (document audio).

### Filmographie
- Michel Régnier, Le monde de Frédy Kunz (les bidonvilles de São Paulo), production Programme Français de l’Office National du Film du Canada et Agence canadienne de développement international, 1991.
- Série "Contagion" n° 5 : Frédy Kunz. Son expérience au Brésil, sa spiritualité du Serviteur Souffrant, ses actes prophétiques. Un temps de méditation très fort, SPOTS expression, 2001.